# 華雲龍
華 雲龍（か うんりゅう、至順3年（1332年）- 洪武7年6月28日（1374年8月6日））は、元末明初の軍人。本貫は濠州定遠県。

## 生涯
人々を集めて韭山に居住した。至正12年（1352年）、朱元璋が起兵すると、雲龍はかれに帰順した。至正13年（1353年）、朱元璋に従って滁州を攻撃した。至正15年（1355年）、和州攻撃に参加し、千夫長となった。朱元璋に従って長江を渡り、至正16年（1356年）には采石の水寨と方山営を撃破した。集慶路攻略に参加して、元の将を生け捕りにし、1万人の兵を得た。徐達に従って鎮江を攻め落とし、総管となった。広徳を攻略し、旧館に戦った。湯元帥を捕らえ、右副元帥に進んだ。
至正20年（1360年）の龍江の戦いにおいて、雲龍は石灰山に兵を伏せた。戦いは乱戦となり、敵味方互角の形勢となったところ、雲龍が馬を躍らせて敵の中堅を突いた。陳友諒の兵は崩れ、雲龍は勝利に乗じて太平を奪回した。至正21年（1361年）から翌年にかけて、雲龍は朱元璋に従って九江・南昌を陥落させ、兵を分けて瑞州・臨江・吉安を攻め下した。至正23年（1363年）から翌年まで、朱元璋に従って安豊を救援し、彭蠡に戦い、武昌を平定した。戦功を重ねて豹韜衛指揮使となった。至正26年（1366年）、雲龍は徐達に従って兵を率いて高郵を奪い、進軍して淮安を攻め落とした。淮安を守るよう命じられて、淮安衛指揮使に転じた。ほどなく嘉興を攻め、張士誠の将の宋興を降した。平江を包囲して、胥門に駐屯した。
洪武元年（1368年）、雲龍は北伐に従軍して、山東の州県を攻略してまわった。徐達と通州で軍を合流させ、進軍して元の都である大都を攻め落とした。雲龍は大都督府僉事に抜擢され、総六衛兵留守兼北平行省参知政事をつとめた。翌年、雲州を攻め落とし、平章の火児忽答と右丞の哈海を捕らえた。都督同知に進み、燕王左相を兼ねた。洪武3年（1370年）冬、論功により淮安侯に封じられ、世券を与えられた。雲龍は北辺の軍事について洪武帝（朱元璋）に提案し、聞き入れられた。元の平章の僧家奴の陣営を雲州の牙頭で襲撃し、天幕に突入して僧家奴を捕らえた。上都の大石崖に達すると、劉学士の諸寨を攻め落とし、驢児国公を漠北に敗走させた。燕王朱棣の邸を建て、北平城を増築する計画を取り仕切った。
洪武7年（1374年）、雲龍は元の丞相トクトの邸宅を私的に占拠し、元の宮中にあった物を勝手に使用しているとの告発を受けた。南京に召還されることとなり、その道中に死去した。享年は43。
子の華中が後を嗣いだ。李文忠の死去にあたって、華中が病床のそばにあって薬を進上したことから、罪に問われて死去した。洪武23年（1390年）、華中は胡惟庸の仲間とされて、爵位を剥奪された。